# Чирвинський Петро Миколайович
Петро́ Микола́йович Чирви́нський  (* 1880 — † 1955) — мінералог і петрограф, професор.

## Біографія
Син одного з основоположників зоотехнічної науки Миколи Чирвинського, брат геолога Володимира Чирвинського. Родом із Росії. Закінчив Київський університет.
В 1902–1903 роках студент К. Ю. Сенинський збирав колекційний матеріал в Керченсько-Таманському районі. Згодом Чирвинський серед зібраних мінералів виявив новий з групи керченітів.
1908 року Володимир Вернадський написав відгук на праці Чирвинського, відтоді вони були добрими друзями та часто листувалися.
Від 1909 року професор Донського політехнічного інституту в Новочеркаську, а 1943 року — професор у Пермі.
1926 року брав участь у роботі Всесоюзного геологічного з'їзду в Києві. 13 жовтня в складі екскурсії від цього з'їзду відвідав Кам'янець-Подільський, оглянув тут силурійські відклади, водоспад, історичні пам'ятки, кабінети та лабораторії місцевого інституту народної освіти (нині Кам'янець-Подільський національний університет імені Івана Огієнка).
1931 року репресований та висланий на Кольський півострів, де продовжував займатися геологією. В 1941 році переведений до Солікамська — на першу калійну копальню.
1945 року судимість знята, в 1989 році реабілітований.

## Праці
Праці Чирвинського стосуються мінералогії, петрографії, кристалографії, геохімії, гідрології тощо.
Чирвинський вивчав мінерали України, зокрема Криму і Донбасу; обчислив середній хімічний склад земної кулі. На честь Чирвинського названо гору в Красноярському краю та описаний ним мінерал (чирвинськіт).